# Aérodrome d'Yverdon-les-Bains
L'aérodrome d'Yverdon-Les-Bains est un aéroport de Suisse situé au sud-ouest d'Yverdon-les-Bains.
Code OACI : LSGY
Fréquence radio : 131.130 MHz
Fondé en 1935, l’Air-Club d’Yverdon-les Bains a vu le site de l’aérodrome s’agrandir peu à peu pour offrir depuis l’an 2000 une piste en dur de 870 mètres sise aux côtés d’une piste en herbe.
Notre nouvelle et moderne station d’avitaillement est opérationnelle depuis l’été 2018, permettant ainsi la possibilité de s’approvisionner en AVGAS 100LL, en UL91 et en Kérosène JetA1, alors qu'un nouvel hangar va venir compléter les infrastructures existantes courant 2020. (Non Neutre)
L’Air-Club d’Yverdon déploie sur son aérodrome des activités variées telles que :
- Une école d’aviation
- Un groupe de vol à moteur
- Un groupe de vol à voile
- Un groupe de voltige

et un club de parachutistes.
Des initiations de vol sont organisées régulièrement sur avions et planeurs

## Localisation
La piste est orientée sud-ouest nord-est (22/04).

## Accidents et incidents
- Le 23 février 2015, un Robin DR400 (HB-KDD) s'est écrasé près de l'aérodrome, tuant les deux pilotes expérimentés à bord[1].